# Poradoznawstwo
Poradoznawstwo (także: znawstwo poradnictwa, teoria poradnictwa, nauka o poradnictwie ang. couselling studies, counsellogy) – subdyscyplina naukowa, której przedmiotem badań jest szeroko rozumiane poradnictwo.
Poradoznawstwo, jako odrębna subdyscyplina, zostało wykreowane w Polsce przez Alicję Kargulową. Rozwija się poprzez badania oraz korzystanie z wiedzy zaczerpniętej z nauk społecznych i humanistycznych, głównie psychologii, socjologii, andragogiki oraz teorii komunikacji i medioznawstwa. Z metodologicznego punktu widzenia jest interdyscyplinarnym interparadygmatycznym dyskursem operującym wiedzą opisową i eksplikacyjną: teoretyczną, technologiczną, metodologiczną.  W dyskursie poradoznawczym pojawiają się też próby aplikacji myśli filozoficznej. Głównym celem poradoznawstwa jako nauki jest opis, analiza i interpretacja praktyki poradniczej. Według Alicji Kargulowej  przedmiotem badań poradoznawczych są realne osobiste (psychologiczne) i społeczne fakty, zdarzenia i procesy często ściśle ze sobą powiązane, polegające na wspomaganiu jednych ludzi przez drugich, przez udział w konstruowaniu relacji poradniczej, stwarzaniu warunków dla jej zaistnienia i rozwoju; jak i dokonane przez różnych badaczy naukowe jej opisy typologiczne, interpretacje lub wyjaśnienia jej sensu, czy też osobistego i/lub społecznego znaczenia, umożliwiające wyciąganie wniosków, ustalanie prawidłowości, dokonywanie generalizacji. W skrócie, poradoznawstwo-teoria - według Kargulowej - jest otwartym dyskursem naukowym, który ma umożliwiać pogłębianie rozważań nad poradnictwem-praktyką, realizowaną w zachowaniach jednostkowych i działaniach społecznych.